# Антепендиум
 Антепендиум (от лат. аntependium — «висящий впереди») — передняя стенка алтаря, деревянная, мраморная или металлическая стенка возвышения жертвенника. В итальянской церкви чаще используют термин «палиотто» (итал. Il paliotto, от pallium — «покрывало»).

## История
Термин возник в римской античности. Позднее, в западном христианстве, «антепендиумом» стали называть по римской традиции переднюю стенку церковного алтаря, декорированную рельефом или росписью. Другое название — «фронталь» (фр. frontal — «лобовой, передний»), передняя часть менсы (mensa — «стол, престол»). Противопоставляется запрестольной стенке — доссаль.
Многие фронтали делали из золота с эмалевыми вставками, украшали драгоценными камнями, резьбой из слоновой кости. Например, драгоценный алтарь Пала д'Оро в базилике Сан-Марко в Венеции возник как антепендиум, хотя сейчас он по причине особой ценности установлен не впереди, а за престолом и фронтальной частью обращён к апсиде.

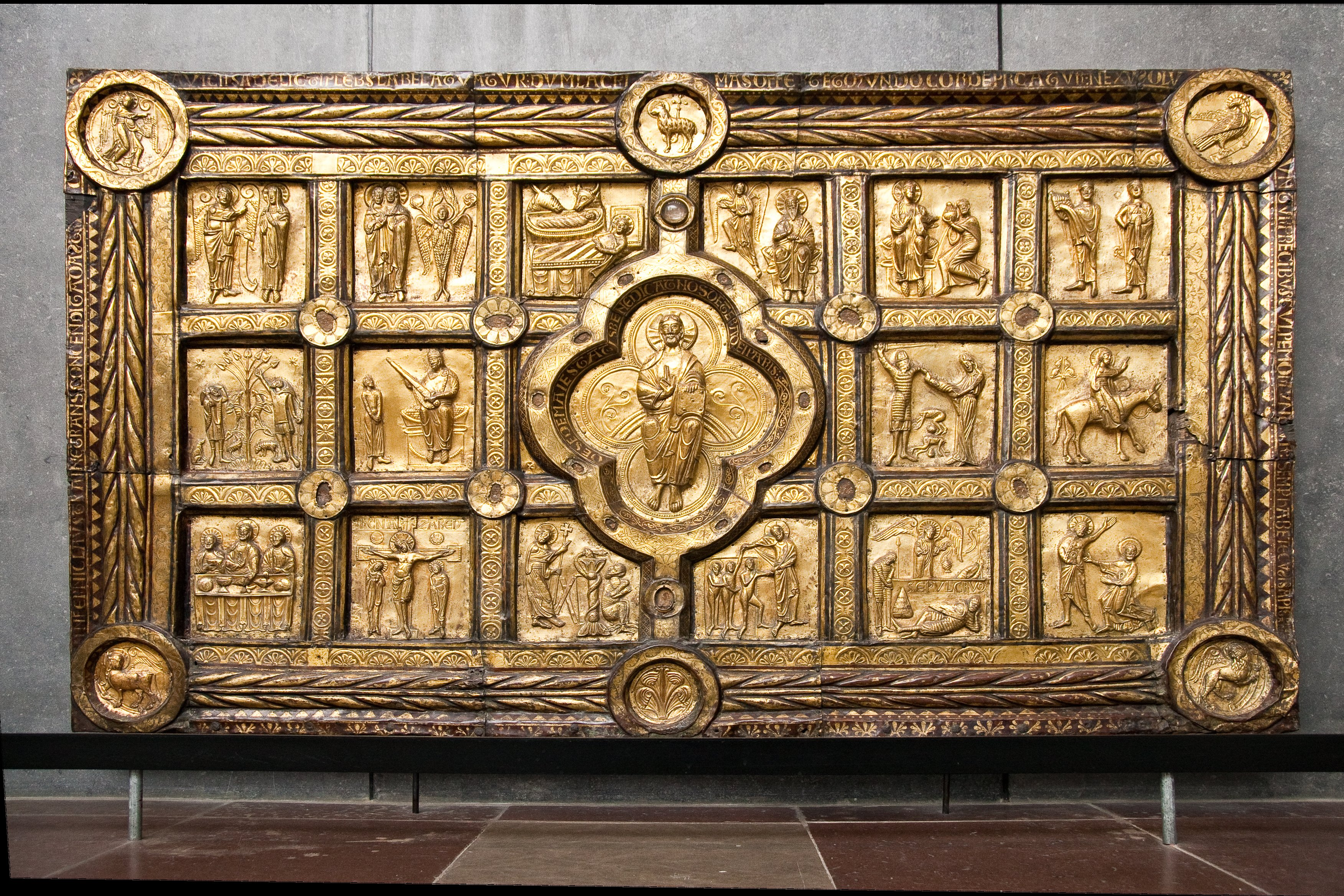
Антепендиум (фронталь), 1200—1225. Дания, Национальный музей, Копенгаген

Со временем «антепендиумом» стали называть ткань, покрывающую алтарь и свисающую на его переднюю стенку либо на все четыре стороны. Такая ткань также декорируется вышивкой или росписью. Тканый антепендиум является первым покрытием, на него полагают антиминс («вместопрестолие»).
Иногда, как, например, в римской церкви Санта-Мария-ин-Трастевере, к передней стенке алтаря приставляют икону Спаса Нерукотворного.
Антепендиум в качестве тканевого покрытия престола отождествляют с параманом (parement — «облицовка, обшивка»), хотя в восточной церкви этим словом называют часть облачения священника.